# Stannit
Stannit, Cu2FeSnS4, är ett svavelhaltigt mineral med koppar, järn och tenn. [ Stannit påträffas i tennbärande hydrotermala mineraliseringar tillsammans med kopparkis, zinkblände, tetraedrit, arsenikkis, pyrit, kassiterit, och volframit.

## Etymologi och historia
Namnet kommer från latin för tenn: Stannum. Stannit beskrevs första gången 1797 i en förekomst i Wheal Rock, St. Agnes, Cornwall, England.

## Förekomst
Utöver typlokalen West Wheal Kitty i Cornwall förekommer mineralet också vid Freiberg i Sachsen, i Bolivia samt på Tasmanien. I Sverige har stannit påträffats som små korn i blyglans i Tunaberg, Södermanland.

## Varieteter
Zink är vanligt förekommande och ersätter då järn. Stannit bildar fast lösning med mineralet kesterit Cu2ZnSnS4. Spår av germanium kan förekomma.

## Användning
Stannit används som en tennmalm. Stannit består av cirka 28% tenn, 13% järn, 30% koppar och 30% svavel av massan. Det förekommer också i viss utsträckning utvinning av koppar.